# Cucullia macewani
Cucullia macewani är en fjärilsart som beskrevs av Edward P. Wiltshire 1949. Cucullia macewani ingår i släktet Cucullia och familjen nattflyn. Inga underarter finns listade i Catalogue of Life.